# Сейсмічність Венесуели
Сейсмі́чність Венесуе́ли — характеризується вкрай підвищеною сейсмічністю.

## Загальна характеристика
Територія Венесуели входить до сейсмічно активної зони. Карибські Анди — один з найбільш сейсмічно небезпечних районів Південної Америки.

## Землетруси у минулі століття
12 березня 1812 року, землетрус у Венесуелі потужністю 7 балів за шкалою Ріхтера, першим же поштовхом зруйнував столицю місто Каракас. За одну хвилину загинула чверть його населення, загинули від 15 до 20 тис. людей. За півгодини розгулу стихії у столиці зруйнувалися майже всі будівлі. Землетрус складався з двох сейсмічних поштовхів, що відбулися протягом 30 хвилин. Якщо перший поштовх зруйнував Каракас, то другий зруйнував сусіднє місто Мериду на заході Венесуели. Річки змінили своє русло, утворилося нове озеро. Відбудова міста Каракасу тривала до 1830 року.
У 1900 році місто Каракас знову зруйнував потужний землетрус.

## Землетруси XXІ століття

### 2007
26 грудня 2007 року, у Венесуелі стався помірний за (шкалою інтенсивності МSK-64) землетрус силою 5 балів за (шкалою Ріхтера). Згідно з повідомленням Геологічної служби США (USGS), епіцентр землетрусу був за 122 км на північний захід від міста Барселони (штат Ансоатегі), з гіпоцентром на глибині 10 км. Повідомлень про жертви або руйнування не надходило, передає агентство Reuters.

### 2009
20 вересня 2009 року, на північному сході Венесуели стався сильно відчутний (за шкалою інтенсивності МSK-64) землетрус силою 4,4 бала (за шкалою Ріхтера). Інформації про можливі жертви і руйнування не надходило. Однак, попереднього тижня, в результаті землетрусу, який стався поблизу північного узбережжя Венесуели, поранення отримали 7 осіб.

### 2010
15 січня 2010 року, о 20:00 (за київським часом), на північному сході Венесуели стався помірний (за шкалою інтенсивності МSK-64) землетрус магнітудою 5,6 бала (за шкалою Ріхтера). За повідомленням Геологічної служби США (USGS), епіцентр землетрусу був за 39 км на південний-захід від міста Карупано (штат Сукре), з гіпоцентром на глибині 11,7 км.

### 2018
22 серпня 2018 року, в 00:31 (за київським часом), сильний (за шкалою інтенсивності МSK-64) землетрус сколихнув північно-східне узбережжя Венесуели. Геологічна служба США (USGS) зазначила, що сила підземних поштовхів була на рівні на 7,3 бала (за шкалою Ріхтера). Епіцентр був за 20 км від малонаселеного півострова Каріако, який раніше вже пережив декілька руйнівних землетрусів, з гіпоцентром на глибині 123 км. Згідно з оцінками Венесуельського фонду сейсмологічних досліджень, епіцентр землетрусу був за 19 км від Ягуарапаро (штат Сукре) на півночі країни. Магнітуда землетрусу становила 6,3 бала (за шкалою Ріхтера). Внаслідок землетрусу в місті Каракасі п'ять верхніх поверхів недобудованого 200-метрового хмарочоса помітно нахилилися вбік.
27 грудня 2018 року, за повідомленням агентства Reuters з посиланням на Геологічну службу США (USGS), на півночі Венесуели стався помірний (за шкалою інтенсивності МSK-64) землетрус магнітудою 5,6 бала (шкалою Ріхтера). Епіцентр землетрусу був зафіксований за 4 км на північно-східному напрямку від міста Сан-Дієго (штат Карабобо) на глибині близько 10 км.

### 2022
15 березня 2022 року, в 13:06 за місцевим часом (17.06 GMT), сильно відчутний (за шкалою інтенсивності МSK-64) землетрус магнітудою 4,1 бала (за шкалою Ріхтера) стався в центральному регіоні Венесуели Ель-Сомбреро (штат Гуаріко). Згідно з повідомленням Венесуельського фонду сейсмологічних досліджень (Funvisis), епіцентр землетрусу був за 55 км на південний схід від міста Ель-Сомбреро і мав глибину 5 км.